# Creu de Sant Jaume

Creu de Sant Jaume

Creu de Sant Jaume o de Santiago, en particular, és l'emblema des del segle xii de l'Orde de Sant Jaume, anomenada així en honor del patró de Galícia, Jaume el Major.
Les tres flors de lis representen l'honor sense màcula, que fa referència als trets morals del caràcter de l'apòstol.
L'espasa representa el caràcter cavalleresc de l'apòstol Jaume i el seu martiri, ja que va ser decapitat amb una espasa. També pot simbolitzar, en cert sentit, prendre l'espasa en nom de Crist.

## Galeria

Creu florada
Creu apuntada
Creu florada apuntada
Creu de l'Orde de Sant Jaume
Creu de Sant Jaume a l'atles heràldic de Jhr. J.L.M.Graafland
Ceu recreuada apuntada
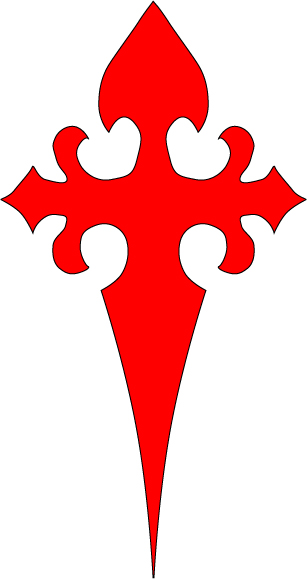
Creu de Sant Jaume
Creu de Sant Jaume - Orde de Sant Jaume de l'Espasa de Portugal